# Abrunheira (São Clemente de Basto)
Abrunheira era, em 1747, uma aldeia portuguesa da freguesia de São Clemente de Basto. No secular estava subordinada à Comarca de Guimarães, e no eclesiástico à Comarca Eclesiástica de Braga, arcebispado da mesma cidade, pertencendo à Província de Entre Douro e Minho.